# Лебединое (Спасский район)
В Приморье в Хасанском районе тоже есть село Лебединое.
Лебеди́ное — село в Спасском районе Приморского края. Входит в состав Спасского сельского поселения.

## География
Село Лебединое стоит в пойме озера Ханка, до берега около 8 км, до правого берега реки Спасовка около 3 км.
В 4 км севернее села Лебединое находится участок Ханкайского заповедника (с озером Лебединое, Гнилыми озёрами и Чортовым болотом).
Дорога к селу Лебединое идёт на север от села Новосельское. Расстояние до города Спасск-Дальний (через сёла Новосельское, Луговое, Степное и Спасское) около 27 км.

## Население
| 1959 | 1970 | 1979 | 2002 | 2003 | 2010 |
| ---- | ---- | ---- | ---- | ---- | ---- |
| 200  | ↗400 | ↘291 | ↘146 | ↗169 | ↘82  |

## Улицы
| - ул. Авиаторская, - ул. Восточная, - ул. Зелёная, | - ул. Правобережная, - ул. Центральная, - ул. Школьная. |

## Экономика
Сельскохозяйственные предприятия Спасского района, рисоводство.